# Zbinohy

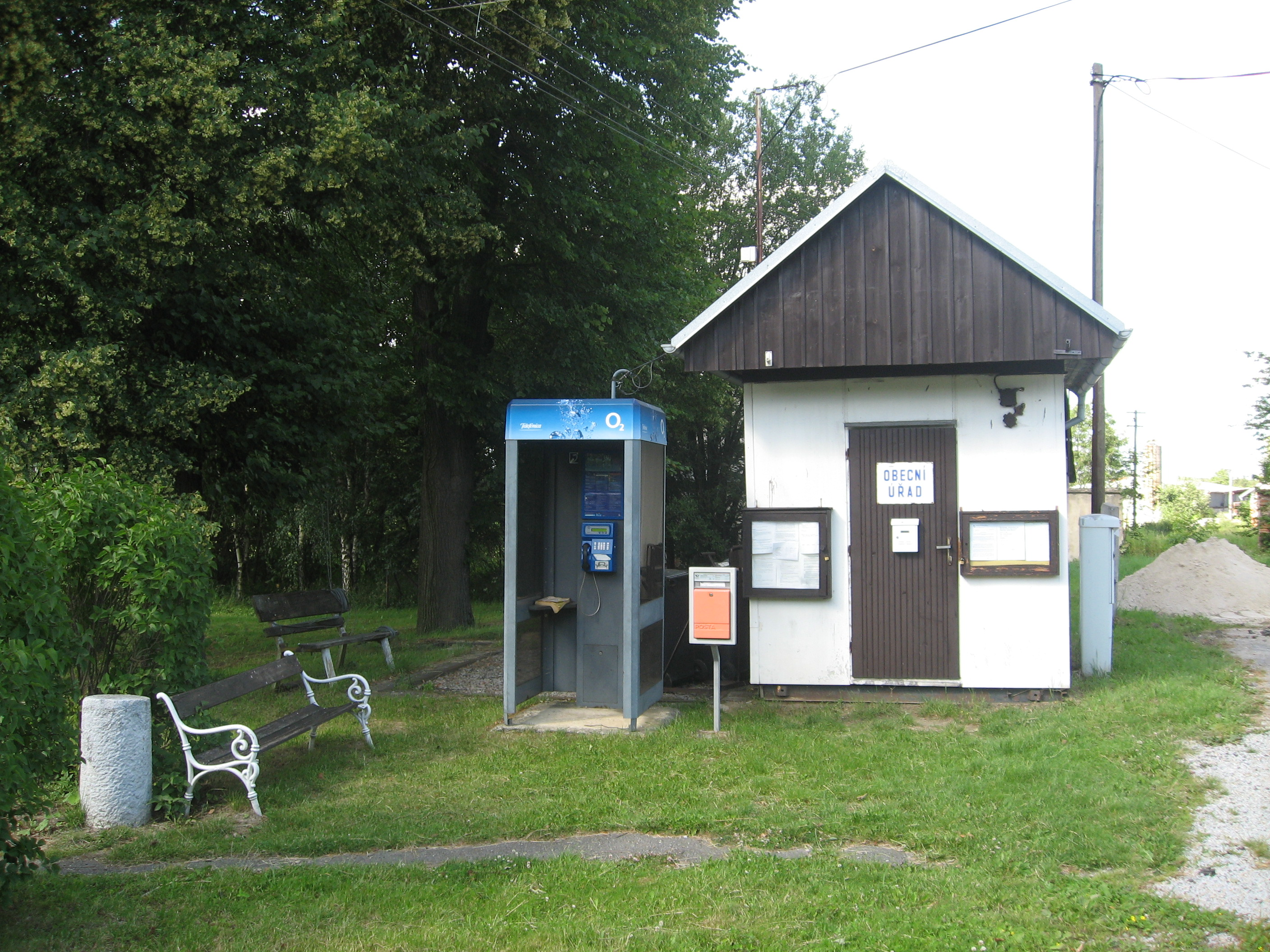
Gemeindeamt Zbinohy

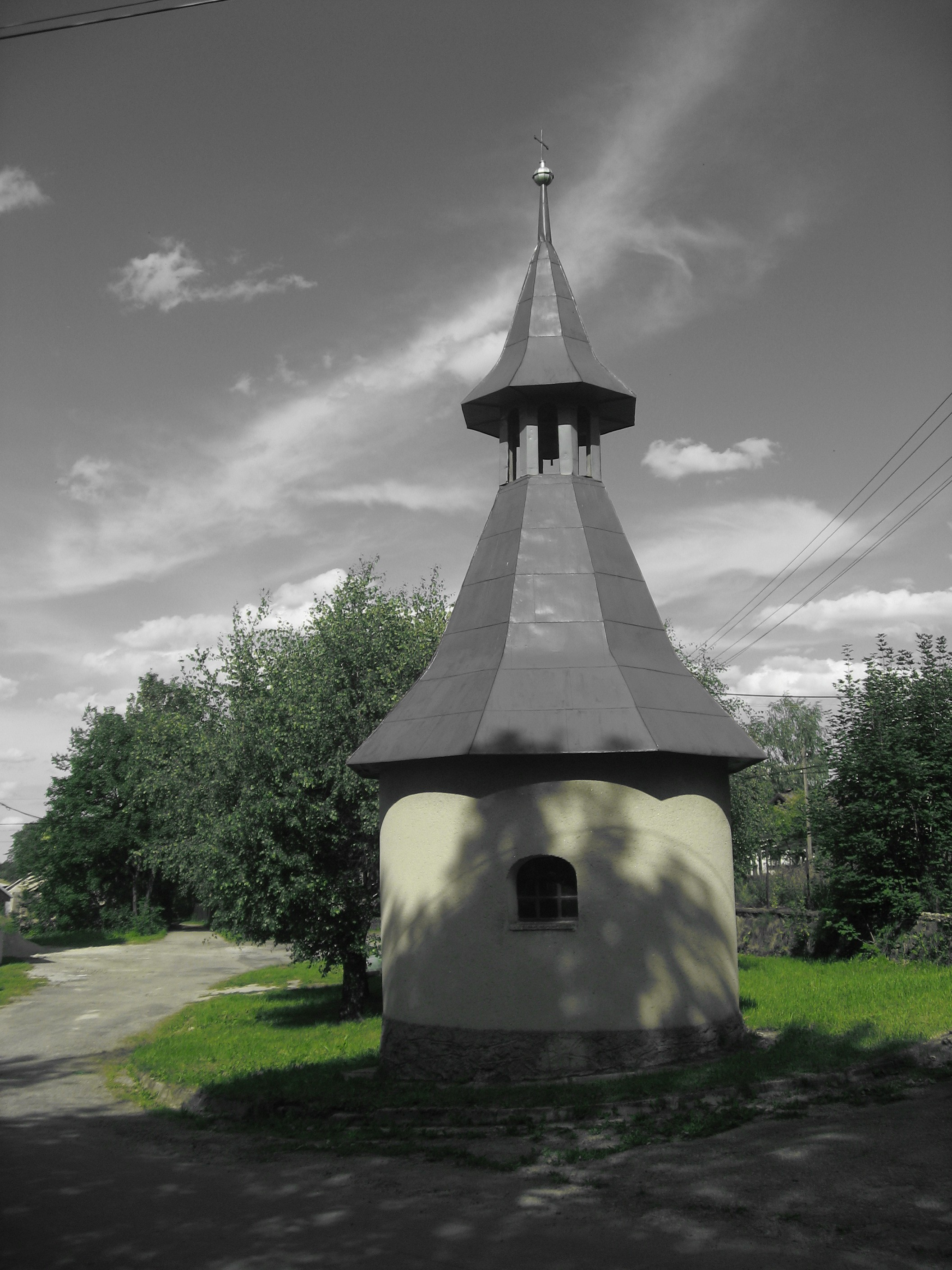
Kapelle

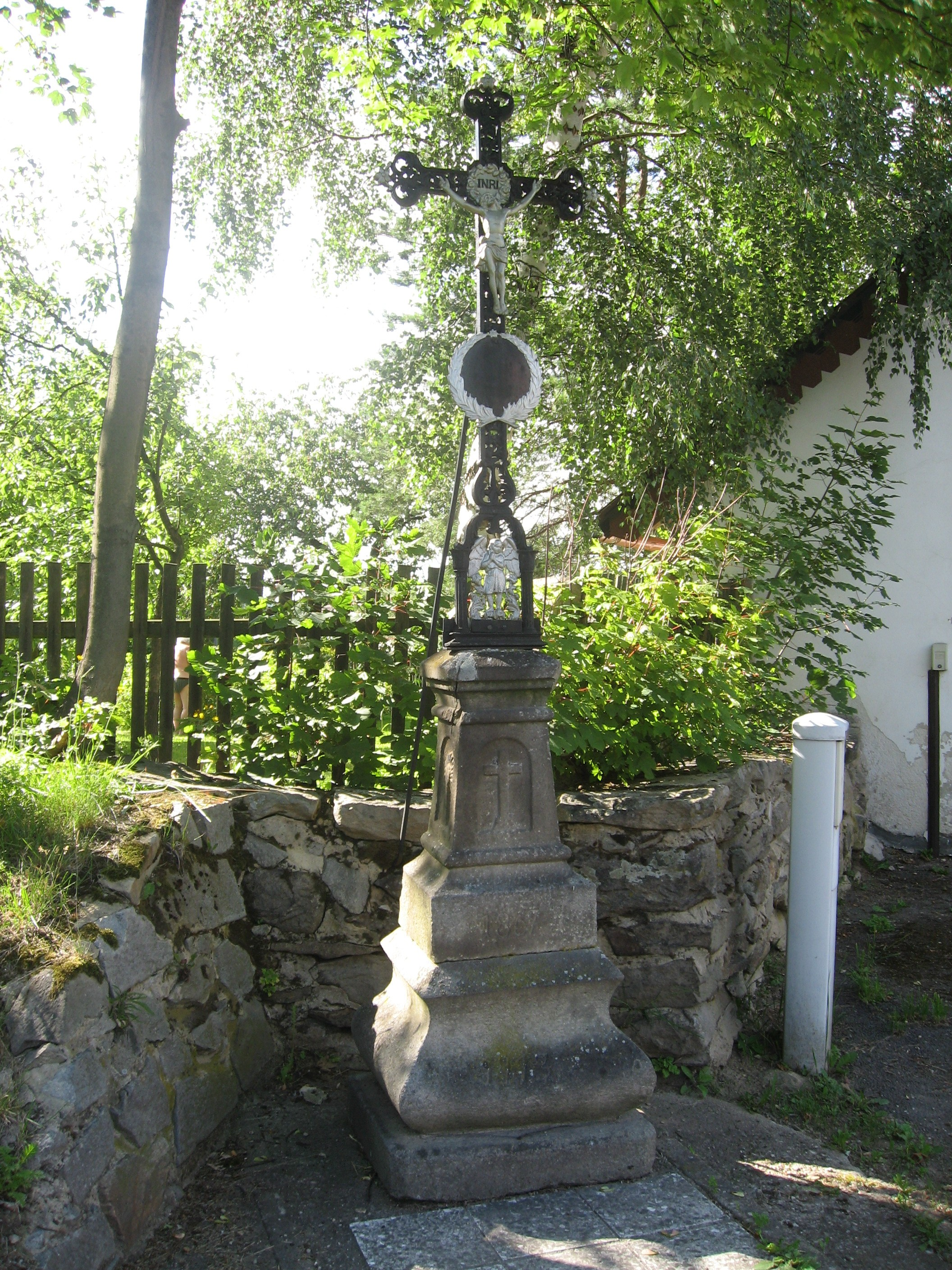
Kreuz

Zbinohy (deutsch Winau, auch Winow) ist eine Gemeinde in Tschechien. Sie liegt 13 Kilometer nordwestlich des Stadtzentrums von Jihlava und gehört zum Okres Jihlava.

## Geographie
Zbinohy befindet sich in der Böhmisch-Mährischen Höhe rechtsseitig über dem Tal des Baches Úsobský potok. Nördlich erhebt sich der Kašparův vrch (692 m), im Osten die Skalky (708 m), südlich die Novota (689 m), im Westen die Pavlovka (670 m) und nordwestlich der Temník (661 m). Im Nordwesten liegt der Teich Zbinožský rybník. Nördlich führt die Autobahn D 1 vorbei, die Abfahrt 104 Větrný Jeníkov liegt zwei Kilometer östlich.
Nachbarorte sind Skorkov im Norden, Úsobí, Kosovy und Petrovice im Nordosten, Smrčná und Smrčensko im Südosten, Větrný Jeníkov im Süden, Kalhov, Velešov und Velešovský Dvůr im Westen sowie Pavlov u Herálce und Slavníč im Nordwesten.

## Geschichte
Die erste schriftliche Erwähnung des Dorfes erfolgte 1437, nachdem im Jahr zuvor König Sigismund mit Einverständnis des nach Iglau geflüchteten Abtes die Seelauer Klostergüter dem Schutz und der Verwaltung dem Nikolaus Trčka von Lípa übergab. Nachdem Georg von Podiebrad den Klosterbesitz 1458 den Trčka von Lípa auch in der Landtafel zugeschrieben hatte, errichtete Burian Trčka von Lípa die Herrschaft Jenikau. 1601 verkauften die Trčka die aus der Feste und dem Städtchen Windig Jenikau mit Brauerei und Vorwerkshof sowie 22 Dörfern, darunter Buková, Chyška, Dudin, Scheibelsdorf, Mysletín, Winau, Opatau, Kellersdorf, Vorlovy, Polánky, Neustift, Prusdorf und Pollerskirchen bestehende Herrschaft Jenikau an den aus einem geadelten Iglauer Patriziergeschlecht stammenden Matthias Stubegg Ritter von Königstein (Matyáš Štubík z Königštejna). Dessen Söhne teilten 1606 den Besitz und Samuel Stubegg erhielt den Jenikauer Anteil mit dem Städtchen Windig Jenikau und den Dörfern Winau, Opatau, Dudin, Maršov, Duschau, Jankau, Kalhau, Prusdorf und Chyška. Nach seinem Tode erwarb Magdalena Trčka von Lobkowicz 1619 die Herrschaft.
Während des Dreißigjährigen Krieges verarmte die Gegend und nachfolgend wechselten sich fremde katholische Adelige in rascher Folge als Besitzer ab und setzten die Rekatholisierung der Bevölkerung durch. Unter Johann Baptist Ritter von Minetti, der die Herrschaft 1719 kaufte, setzte eine neue Blüte ein. Sein Erbe floss in eine öffentliche Stiftung ein, die die Herrschaft nachfolgend pachtweise verschiedenen Besitzern überließ. 1838 kauften die Grafen von Rummerskirch die Herrschaft.
Nach der Aufhebung der Patrimonialherrschaften bildete Zbinohy / Winow ab 1850 eine Gemeinde im Gerichtsbezirk Humpoletz. Ab 1868 gehörte das Dorf zum Bezirk Deutschbrod. 1910 wurde Zbinohy dem Bezirk Humpoletz zugeordnet. Seit 1961 gehört Zbinohy zum Okres Jihlava. Am 20. März 2008 ereignete sich am Kilometer 100 kurz vor der Abfahrt Větrný Jeníkov ein Massenunfall auf der D 1 mit einem Schaden von 27.863.000 Kronen, in den 131 PKW, 98 LKW und zwei Busse verwickelt waren und bei dem es drei Schwer- und 27 Leichtverletzte gab.

## Ortsgliederung
Für die Gemeinde Zbinohy sind keine Ortsteile ausgewiesen.

## Sehenswürdigkeiten
- Kapelle am Dorfplatz
- Marterl